# بيفوتال غيمز
بيفوتال غيمز (بالإنجليزية: Pivotal Games)‏ شركة تطوير العاب فيديو برطانية مقرها في سومرست، إنجلترا. أُسست سنة 2000، وفي شهر أغسطس سنة 2008 أعلنت الشركة توقف نشاطها.

## التاريخ
تأسست بيفوتال غيمز في مارس 2000، من قبل خمسة عشر موظفًا سابقًا في استوديوهات القرع (مطورون لعبة وارزون 2100)، بقيادة جيم بامبرا ونيك كوك وأليكس ماكلين. واستوديوهات القرع، التي أسسها بامبرا وكوك في أغسطس 1996، أغلقتها شركتها الأم، إيدوس إنتراكتيف، في نفس الشهر. وفي أغسطس 2000، استحوذت شركة إستوديوهات كابوم على بيفوتال غيمز. بين عامي 2002 - 2008، طورت بيفوتال غيمز جميع الأقساط الخمسة في سلسلة كونفليكت، وكذلك ذا جريت سكيب، بناءً على الفيلم الذي يحمل نفس الاسم.
في سبتمبر 2003، بعد صراعات مالية للشركة الأم إستوديوهات كابوم، التي كانت قد أغلقت بالفعل عن استوديوهات شقيقة Attention to Detail و Silicon Dreams Studio، أبدت شكرة إس سي آي اهتمامًا بالحصول على شركة بيفوتال غيمز. في مايو 2005، أنهت إس سي آي عملية الاستحواذ والاندماج مع إيدوس إنتراكتيف، وهي الشركة الأم، والتي ستصبح مسؤولة عن الشركات التابعة لشركة إس سي آي. في مارس 2008، أغلقت إس سي آي أربعة عشر مشروعًا تشغيليًا لمواجهة خسارة صافية بلغت 81.4 مليون جنيه إسترليني، وفي 14 يوليو 2008، تم الإعلان رسميًا أن الاستوديو سيُغلق أبوابه، وقد أصبح 99 موظفًا بالفعل زائدين عن الحاجة، ولم يتبق سوى فريق مكون من 10-12 عاملاً متخصصًا. وتم إغلاق Pivotal Games بالكامل في 13 أغسطس 2008.

## الألعاب المطورة
| السنة | عنوان اللعبة              | المنصات | المنصات | المنصات | المنصات | المنصات | المنصات |
| السنة | عنوان اللعبة              | GCN     | PS2     | PS3     | Win     | Xbox    | X360    |
| ----- | ------------------------- | ------- | ------- | ------- | ------- | ------- | ------- |
| 2002  | كونفليكت : ديزيرت ستورم   | Yes     | Yes     | No      | Yes     | Yes     | No      |
| 2003  | ذا جريت سكيب              | No      | Yes     | No      | Yes     | Yes     | No      |
| 2003  | كونفليكت : ديزيرت ستورم 2 | Yes     | Yes     | No      | Yes     | Yes     | No      |
| 2004  | كونفليكت : فيتنام         | No      | Yes     | No      | Yes     | Yes     | No      |
| 2005  | كونفليكت : جلوبال تيرور   | No      | Yes     | No      | Yes     | Yes     | No      |
| 2008  | كونفليكت: ديفيند أوبس     | No      | No      | Yes     | Yes     | No      | Yes     |